# Gareth Barry
Gareth Barry (Hastings, 23 febbraio 1981) è un ex calciatore inglese, di ruolo centrocampista.
Nel 2011 è stato inserito al 12º posto di una speciale classifica sui migliori calciatori della storia dell'Aston Villa.
È il giocatore con più presenze (653) nella storia della Premier League.

## Biografia
È nato a Hastings, nell'East Sussex. Ha frequentato il William Parker Sports College nello stesso periodo del famoso giocatore di cricket del Sussex Michael Yardy.
Nel 1994 si trasferì nelle giovanili del Brighton & Hove Albion.
Suo nipote Bradley è anch'esso un calciatore. Aveva un fratello di nome Marc, deceduto nel luglio 2018.

## Caratteristiche tecniche
Calciatore molto duttile e completo, è considerato un vero e proprio jolly. Nato come difensore laterale in una difesa a tre, ha spesso ricoperto il ruolo di terzino sinistro. Nonostante ciò si è affermato come centrocampista, sia come interno di centrocampo, come centrale, come regista davanti alla difesa, che anche come ala sinistra, ruolo in cui ha giocato molti anni al Villa. È dotato di un piede sinistro molto preciso: l'Aston Villa lo ha eletto rigorista della squadra, distinguendosi soprattutto come assist-man. Ha un fisico potente, per cui è portato all'interdizione. Per la sua forte personalità è sempre stato considerato un punto di riferimento e un leader in tutte le squadre in cui ha giocato. Durante la sua carriera si è dimostrato un ottimo rigorista, mettendo a segno 22 penalty su 26 calciati.
Nel 2001 è stato inserito nella lista dei migliori calciatori stilata da Don Balón.

## Carriera

### Club

#### Aston Villa
Barry ha iniziato la sua carriera proprio nel Brighton & Hove Albion ed è stato acquistato dall'Aston Villa nel 1997. Il trasferimento, però, ha causato tensione tra Brighton & Hove e Aston Villa, con la precedente squadra di Barry e Standing che ha chiesto ai Villans un risarcimento di 2,5 milioni di sterline, ma la Football Association (FA) ha stabilito un risarcimento di 2,4 milioni, più alcune clausole. Ha fatto il suo debutto il 2 maggio 1998, contro lo Sheffield Wednesday. Ha inizialmente giocato come difensore centrale, nella zona sinistra di una linea a tre composta con Gareth Southgate e Ugo Ehiogu.
Nell'aprile 2005, è intervenuto durante uno scontro tra due giocatori del Newcastle United, Lee Bowyer e Kieron Dyer, che avevano iniziato una rissa durante la gara.

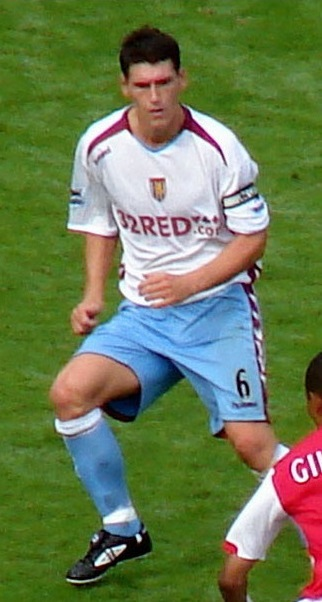
Gareth Barry nell'agosto 2006 durante la sfida tra Aston Villa-Arsenal.

Nel novembre 2007, è stata riportata la notizia che l'Aston Villa ha voluto premiare il calciatore per i dieci anni passati a Birmingham. Il 5 aprile 2008, Barry ha aiutato la sua squadra ad uscire da un periodo di scarsa forma, contribuendo a sconfiggere il Bolton Wanderers per 4-0, mettendo a segno una doppietta e due assist.
Nell'aprile 2008, avvicinandosi a quota 400 presenze ufficiali, Barry è diventato il giocatore che più a lungo ha giocato nell'Aston Villa. Durante la partita contro il Bolton del 28 ottobre 2007, è diventato il calciatore più giovane a raggiungere quota 300 presenze in Premiership (a 26 anni e 247 giorni), battendo il record di Frank Lampard. Conclude la stagione con 37 presenze e 9 reti.
Nel maggio 2008, il Liverpool ha offerto 10 milioni di sterline per il calciatore, ma l'Aston Villa ha preferito rifiutare l'offerta. I Reds hanno poi rilanciato a 13 milioni, ma anche questa è stata rifiutata. Il 29 giugno 2008, Barry ha criticato Martin O'Neill per non aver cercato di convincerlo a rimanere al Villa Park, dicendo di non averlo sentito per tre settimane e ha ribadito il desiderio di firmare per il Liverpool. O'Neill ha risposto che il presidente Randy Lerner ha dato molte ragioni ai suoi giocatori per continuare il rapporto. I Reds hanno poi rilanciato nuovamente a 15 milioni di sterline più il cartellino di Steve Finnan valutato 2 milioni ma anche questa offerta è stata rifiutata. A causa di questi dissidi, l'allenatore O'Neill ha tolto a Barry la fascia di capitano, assegnandola a Martin Laursen.
Il 14 agosto 2008, tra le polemiche, Barry fa la sua prima apparizione stagionale in Coppa UEFA segnando anche il primo gol stagionale nella vittoria per 4-1 sull'FH. Nella stagione 2008-2009 ha giocato tutte le partite stagionali. Ha segnato il suo 40º gol in Premier League, il 17 gennaio 2009 in Sunderland-Aston Villa realizzando su rigore all'80º il gol vittoria dell'1-2. Barry è tornato ad indossare la fascia di capitano in seguito all'infortunio di Martin Laursen avvenuto il 23 gennaio 2009. Dopo il ritiro di Martin Laursen, avvenuto il 15 maggio 2009, Barry è tornato ad essere definitivamente il capitano dei Villans.

#### Manchester City
Il 2 giugno 2009, attraverso una nota sul proprio sito ufficiale, il Manchester City ha ufficializzato l'acquisto di Gareth Barry per 12 milioni di sterline. Il centrocampista inglese ha firmato un contratto quinquennale.
Il fatto ha suscitato numerose critiche e molta ira da parte dei tifosi dei Villans, che ormai reputavano Barry la loro assoluta e più grande bandiera da molti anni. Con una lettera al Birmingham Mail, il calciatore ha comunque ringraziato i suoi ex tifosi per i tanti anni di supporto, motivando la sua partenza con la ricerca di una nuova sfida, in particolare il raggiungimento di un posto in classifica che gli permettesse di giocare la UEFA Champions League.
Svolge un buon precampionato e, sotto grandi aspettative, segna il suo primo goal nell'amichevole contro il Celtic, in un match vinto per 2-1 dai Citizens. Il suo esordio in campionato arriva alla prima giornata, nella vittoria per 2-0 sul Blackburn. Segna il suo primo goal con la nuova maglia il 20 settembre 2009, nel derby contro il Manchester United, siglando il momentaneo 1-1 di un match che verrà poi vinto dai Red Devils (4-3). La settimana seguente segna in Football League Cup contro il Fulham. Il 16 febbraio 2010 realizza il suo secondo gol in Premier League con un potente sinistro contro lo Stoke City. Purtroppo Barry vede svanire il sogno di giocare la Champions League, dato che il Manchester City chiude il campionato in quinta posizione.
Nella seconda stagione in casa City, è il primo giocatore a segnare per la sua squadra in campionato, alla seconda giornata, contro il Liverpool, nella vittoria per 3-0 in cui Barry viene anche nominato Man of the Match. A fine stagione vince la FA Cup, a cui farà seguito la vittoria in Premier League la stagione successiva.

#### Everton

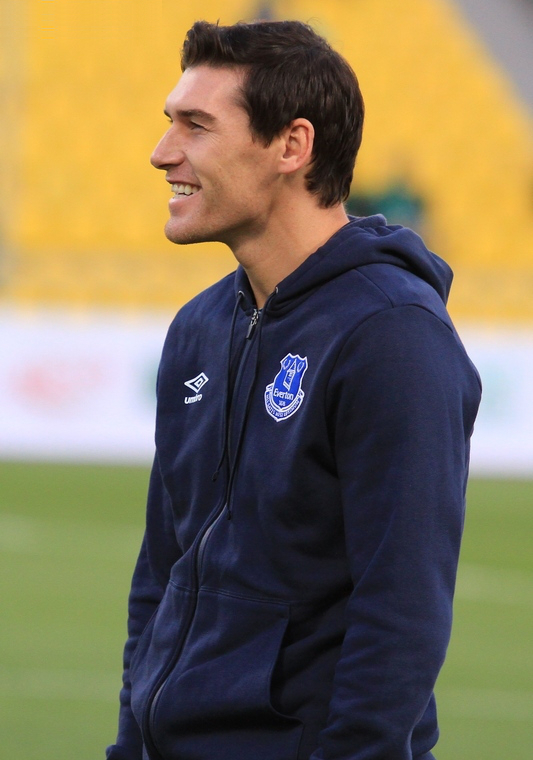
Gareth Barry all'Everton nel 2014.

Il 2 settembre 2013 viene ceduto all'Everton con la formula del prestito. Al termine della stagione è stato riscattato dai Toffees, di cui nelle stagioni successive diventa un titolare inamovibile e vice-capitano del club. Il 17 settembre 2016, nella gara interna vinta 3-1 contro il Middlesbrough, taglia il traguardo delle 600 presenze in Premier League, terzo giocatore a riuscirci dopo Frank Lampard e Ryan Giggs.

#### WBA
Il 15 agosto 2017 firma per il West Bromwich. Con la maglia dei Baggies milita per tre anni (gli ultimi due passati in Championship), giocando però poco soprattutto in occasione dell'ultima stagione a causa anche dei numerosi infortuni fisici. Tuttavia il 27 agosto del 2020 decide di ritirarsi dall'attività agonistica. Nel mentre, al primo anno, ha superato il record di presenze in Premier di Ryan Giggs il 25 settembre 2017 nella sconfitta per 2-0 contro l'Arsenal.

### Nazionale

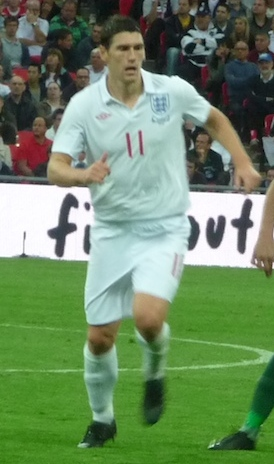
Gareth Barry in azione con la nazionale inglese nel 2009.

Barry è stato capitano della Nazionale Under 18 del suo paese. Ha fatto il suo debutto nell'Inghilterra under 21 contro la Rep. Ceca under 21, nel 1998. Ha giocato 27 partite per la Nazionale U-21, un dato da allora superato anche da alcuni colleghi ai Villans, James Milner e Scott Carson.
È stato chiamato in Nazionale maggiore da Kevin Keegan. È stato convocato nella Nazionale inglese che ha partecipato al campionato d'Europa 2000, al posto dell'infortunato Jason Wilcox, ma non ha giocato nessuna partita. Ha debuttato in un'amichevole contro l'Ucraina, il 31 maggio 2000. Ha giocato la sua prima partita intera contro la Francia il 2 settembre 2000.
Non viene chiamato in nazionale fino al 2007, mai infatti è stato convocato da Sven-Göran Eriksson, ma MacClaren lo fa ritornare nel giro della nazionale in una sorta di "ri-esordio" contro la Spagna, il 7 febbraio, in sostituzione a Steven Gerrard nel ruolo di esterno sinistro di centrocampo. Nello stesso anno inizia a giocare come centrale di centrocampo anche in nazionale: in amichevole contro la Germania sostituisce Michael Carrick, e in seguito sostituendo l'infortunato Owen Hargreaves contro Israele e Russia. Queste sue due prestazioni sono state da molti ritenute impressionanti, la prima coronata da ben due assist. I commentatori della BBC, Ian Wright e Alan Shearer hanno commentato che, in seguito a queste sue sbalorditive prestazioni, Barry meritava un posto da titolare fisso nell'11 nazionale. Ha segnato il suo primo gol il 1º giugno 2008 in amichevole contro Trinidad e Tobago.
È stato nominato man of the match nella partita di qualificazione contro l'Estonia. È regolarmente convocato e dal CT Fabio Capello che lo schiera sempre titolare come mediano davanti alla difesa. Gioca tutte le partite col team inglese, amichevoli e ufficiali, nella stagione 2008-09, ad eccezione del match contro Andorra, in cui Barry era squalificato per somma di ammonizioni la partita precedente. Nell'amichevole a inizio 2010 a Wembley contro l'Egitto gioca per la prima volta con la fascia di capitano al braccio: il match si conclude con una vittoria 3-1 dei padroni di casa.
Nella penultima partita del campionato 2009-10 si procura però un infortunio alla caviglia che ne mette in dubbio la partecipazione ai Mondiali 2010, anche se Capello decide di dargli una possibilità inserendolo comunque nella lista dei 30 preconvocati. Riesce a partecipare al Campionato mondiale di calcio 2010 in Sud Africa, da centrocampista titolare a partire dalla seconda partita del girone (contro l'Algeria) a causa dell'infortunio alla caviglia, al fianco di Frank Lampard, Steven Gerrard e James Milner.
Il 15 novembre 2011 realizza la rete numero 2000 nella storia della selezione inglese decidendo grazie ad una sua rete, l'amichevole contro la Svezia.
Viene convocato per Euro 2012 ma, a causa di un infortunio rimediato in amichevole contro la Norvegia, non è disponibile per partecipare alla competizione quindi al suo posto è stato chiamato il difensore dell'Everton Phil Jagielka.

## Statistiche
Gareth Barry, tra club, nazionale maggiore e nazionali giovanili, ha collezionato complessivamente 924 partite segnando 72 reti.

### Presenze e reti nei club
| Stagione               | Squadra                | Campionato             | Campionato | Campionato | Coppe nazionali | Coppe nazionali | Coppe nazionali | Coppe continentali | Coppe continentali | Coppe continentali | Altre coppe | Altre coppe | Altre coppe | Totale | Totale |
| Stagione               | Squadra                | Comp                   | Pres       | Reti       | Comp            | Pres            | Reti            | Comp               | Pres               | Reti               | Comp        | Pres        | Reti        | Pres   | Reti   |
| ---------------------- | ---------------------- | ---------------------- | ---------- | ---------- | --------------- | --------------- | --------------- | ------------------ | ------------------ | ------------------ | ----------- | ----------- | ----------- | ------ | ------ |
| 1997-1998              | Aston Villa            | PL                     | 2          | 0          | FACup+CdL       | 0+0             | 0               | -                  | -                  | -                  | -           | -           | -           | 2      | 0      |
| 1998-1999              | Aston Villa            | PL                     | 32         | 2          | FACup+CdL       | 2+0             | 0               | CU                 | 3                  | 0                  | -           | -           | -           | 37     | 2      |
| 1999-2000              | Aston Villa            | PL                     | 30         | 1          | FACup+CdL       | 6+8             | 0               | -                  | -                  | -                  | -           | -           | -           | 44     | 1      |
| 2000-2001              | Aston Villa            | PL                     | 30         | 0          | FACup+CdL       | 3+1             | 0               | Int                | 4                  | 1                  | -           | -           | -           | 38     | 1      |
| 2001-2002              | Aston Villa            | PL                     | 20         | 0          | FACup+CdL       | 1+0             | 0               | Int+CU             | 6+1                | 0                  | -           | -           | -           | 28     | 0      |
| 2002-2003              | Aston Villa            | PL                     | 35         | 3          | FACup+CdL       | 1+4             | 0+1             | Int                | 4                  | 0                  | -           | -           | -           | 44     | 4      |
| 2003-2004              | Aston Villa            | PL                     | 36         | 3          | FACup+CdL       | 1+6             | 1+0             | -                  | -                  | -                  | -           | -           | -           | 43     | 4      |
| 2004-2005              | Aston Villa            | PL                     | 34         | 7          | FACup+CdL       | 1+1             | 1+0             | -                  | -                  | -                  | -           | -           | -           | 36     | 8      |
| 2005-2006              | Aston Villa            | PL                     | 36         | 3          | FACup+CdL       | 3+3             | 1+2             | -                  | -                  | -                  | -           | -           | -           | 42     | 6      |
| 2006-2007              | Aston Villa            | PL                     | 35         | 8          | FACup+CdL       | 1+3             | 0+1             | -                  | -                  | -                  | -           | -           | -           | 39     | 9      |
| 2007-2008              | Aston Villa            | PL                     | 37         | 9          | FACup+CdL       | 1+2             | 0               | -                  | -                  | -                  | -           | -           | -           | 40     | 9      |
| 2008-2009              | Aston Villa            | PL                     | 38         | 5          | FACup+CdL       | 1+1             | 0               | Int+CU             | 1+7                | 0+3                | -           | -           | -           | 48     | 8      |
| Totale Aston Villa     | Totale Aston Villa     | Totale Aston Villa     | 365        | 41         |                 | 50              | 7               |                    | 26                 | 4                  |             | -           | -           | 441    | 52     |
| 2009-2010              | Manchester City        | PL                     | 34         | 2          | FACup+CdL       | 3+6             | 0+1             | -                  | -                  | -                  | -           | -           | -           | 43     | 3      |
| 2010-2011              | Manchester City        | PL                     | 33         | 2          | FACup+CdL       | 7+0             | 0               | UEL                | 7                  | 0                  | -           | -           | -           | 47     | 2      |
| 2011-2012              | Manchester City        | PL                     | 34         | 1          | FACup+CdL       | 0+2             | 0               | UCL+UEL            | 4+3                | 0                  | CS          | 1           | 0           | 44     | 1      |
| 2012-2013              | Manchester City        | PL                     | 31         | 1          | FACup+CdL       | 5+1             | 1+0             | UCL                | 4                  | 0                  | CS          | 0           | 0           | 41     | 2      |
| Totale Manchester City | Totale Manchester City | Totale Manchester City | 132        | 6          |                 | 24              | 2               |                    | 18                 | 0                  |             | 1           | 0           | 175    | 8      |
| 2013-2014              | Everton                | PL                     | 32         | 3          | FACup+CdL       | 4+1             | 0               | -                  | -                  | -                  | -           | -           | -           | 37     | 3      |
| 2014-2015              | Everton                | PL                     | 33         | 0          | FACup+CdL       | 2+0             | 0               | UEL                | 9                  | 0                  | -           | -           | -           | 44     | 0      |
| 2015-2016              | Everton                | PL                     | 33         | 0          | FACup+CdL       | 2+4             | 0               | -                  | -                  | -                  | -           | -           | -           | 39     | 0      |
| 2016-2017              | Everton                | PL                     | 33         | 2          | FACup+CdL       | 1+0             | 0               | -                  | -                  | -                  | -           | -           | -           | 34     | 2      |
| ago. 2017              | Everton                | PL                     | 0          | 0          | FACup+CdL       | 0+0             | 0               | UEL                | 1                  | 0                  | -           | -           | -           | 1      | 0      |
| Totale Everton         | Totale Everton         | Totale Everton         | 131        | 5          |                 | 14              | 0               |                    | 10                 | 0                  |             | -           | -           | 155    | 5      |
| 2017-2018              | West Bromwich          | PL                     | 25         | 1          | FACup+CdL       | 3+1             | 0               | -                  | -                  | -                  | -           | -           | -           | 29     | 1      |
| 2018-2019              | West Bromwich          | FLC                    | 24         | 1          | FACup+CdL       | 0+2             | 0               | -                  | -                  | -                  | -           | -           | -           | 26     | 1      |
| 2019-2020              | West Bromwich          | FLC                    | 3          | 0          | FACup+CdL       | 3+0             | 0               | -                  | -                  | -                  | -           | -           | -           | 6      | 0      |
| Totale West Bromwich   | Totale West Bromwich   | Totale West Bromwich   | 52         | 2          |                 | 9               | 0               |                    | -                  | -                  |             | -           | -           | 61     | 2      |
| Totale carriera        | Totale carriera        | Totale carriera        | 680        | 54         |                 | 97              | 9               |                    | 54                 | 4                  |             | 1           | 0           | 832    | 67     |

### Cronologia presenze e reti in nazionale
| Cronologia completa delle presenze e delle reti in nazionale ― Inghilterra | Cronologia completa delle presenze e delle reti in nazionale ― Inghilterra | Cronologia completa delle presenze e delle reti in nazionale ― Inghilterra | Cronologia completa delle presenze e delle reti in nazionale ― Inghilterra | Cronologia completa delle presenze e delle reti in nazionale ― Inghilterra | Cronologia completa delle presenze e delle reti in nazionale ― Inghilterra | Cronologia completa delle presenze e delle reti in nazionale ― Inghilterra | Cronologia completa delle presenze e delle reti in nazionale ― Inghilterra |
| Data                                                                       | Città                                                                      | In casa                                                                    | Risultato                                                                  | Ospiti                                                                     | Competizione                                                               | Reti                                                                       | Note                                                                       |
| -------------------------------------------------------------------------- | -------------------------------------------------------------------------- | -------------------------------------------------------------------------- | -------------------------------------------------------------------------- | -------------------------------------------------------------------------- | -------------------------------------------------------------------------- | -------------------------------------------------------------------------- | -------------------------------------------------------------------------- |
| 31-5-2000                                                                  | Londra                                                                     | Inghilterra                                                                | 2 – 0                                                                      | Ucraina                                                                    | Amichevole                                                                 | -                                                                          | 73’                                                                        |
| 3-6-2000                                                                   | Ta' Qali                                                                   | Malta                                                                      | 1 – 2                                                                      | Inghilterra                                                                | Amichevole                                                                 | -                                                                          | 79’                                                                        |
| 2-9-2000                                                                   | Saint-Denis                                                                | Francia                                                                    | 1 – 1                                                                      | Inghilterra                                                                | Amichevole                                                                 | -                                                                          |                                                                            |
| 7-10-2000                                                                  | Londra                                                                     | Inghilterra                                                                | 0 – 1                                                                      | Germania                                                                   | Qual. Mondiali 2002                                                        | -                                                                          | 77’                                                                        |
| 11-10-2000                                                                 | Helsinki                                                                   | Finlandia                                                                  | 0 – 0                                                                      | Inghilterra                                                                | Qual. Mondiali 2002                                                        | -                                                                          | 69’                                                                        |
| 15-11-2000                                                                 | Torino                                                                     | Italia                                                                     | 1 – 0                                                                      | Inghilterra                                                                | Amichevole                                                                 | -                                                                          | 73’                                                                        |
| 22-5-2003                                                                  | Durban                                                                     | Sudafrica                                                                  | 1 – 2                                                                      | Inghilterra                                                                | Amichevole                                                                 | -                                                                          | 82’                                                                        |
| 3-6-2003                                                                   | Leicester                                                                  | Inghilterra                                                                | 2 – 1                                                                      | Serbia e Montenegro                                                        | Amichevole                                                                 | -                                                                          | 85’                                                                        |
| 7-2-2007                                                                   | Manchester                                                                 | Inghilterra                                                                | 0 – 1                                                                      | Spagna                                                                     | Amichevole                                                                 | -                                                                          | 46’                                                                        |
| 22-8-2007                                                                  | Londra                                                                     | Inghilterra                                                                | 1 – 2                                                                      | Germania                                                                   | Amichevole                                                                 | -                                                                          | 55’                                                                        |
| 8-9-2007                                                                   | Londra                                                                     | Inghilterra                                                                | 3 – 0                                                                      | Israele                                                                    | Qual. Euro 2008                                                            | -                                                                          |                                                                            |
| 12-9-2007                                                                  | Londra                                                                     | Inghilterra                                                                | 3 – 0                                                                      | Russia                                                                     | Qual. Euro 2008                                                            | -                                                                          |                                                                            |
| 13-10-2007                                                                 | Londra                                                                     | Inghilterra                                                                | 3 – 0                                                                      | Estonia                                                                    | Qual. Euro 2008                                                            | -                                                                          |                                                                            |
| 17-10-2007                                                                 | Mosca                                                                      | Russia                                                                     | 2 – 1                                                                      | Inghilterra                                                                | Qual. Euro 2008                                                            | -                                                                          |                                                                            |
| 16-11-2007                                                                 | Vienna                                                                     | Austria                                                                    | 0 – 1                                                                      | Inghilterra                                                                | Amichevole                                                                 | -                                                                          | 46’                                                                        |
| 21-11-2007                                                                 | Londra                                                                     | Inghilterra                                                                | 2 – 3                                                                      | Croazia                                                                    | Qual. Euro 2008                                                            | -                                                                          | 46’                                                                        |
| 6-2-2008                                                                   | Londra                                                                     | Inghilterra                                                                | 2 – 1                                                                      | Svizzera                                                                   | Amichevole                                                                 | -                                                                          | 73’                                                                        |
| 26-3-2008                                                                  | Saint-Denis                                                                | Francia                                                                    | 1 – 0                                                                      | Inghilterra                                                                | Amichevole                                                                 | -                                                                          |                                                                            |
| 28-5-2008                                                                  | Londra                                                                     | Inghilterra                                                                | 2 – 0                                                                      | Stati Uniti                                                                | Amichevole                                                                 | -                                                                          | 57’                                                                        |
| 1-6-2008                                                                   | Port of Spain                                                              | Trinidad e Tobago                                                          | 0 – 3                                                                      | Inghilterra                                                                | Amichevole                                                                 | 1                                                                          |                                                                            |
| 20-8-2008                                                                  | Londra                                                                     | Inghilterra                                                                | 2 – 2                                                                      | Rep. Ceca                                                                  | Amichevole                                                                 | -                                                                          | 11’                                                                        |
| 6-9-2008                                                                   | Barcellona                                                                 | Andorra                                                                    | 0 – 2                                                                      | Inghilterra                                                                | Qual. Mondiali 2010                                                        | -                                                                          |                                                                            |
| 10-9-2008                                                                  | Zagabria                                                                   | Croazia                                                                    | 1 – 4                                                                      | Inghilterra                                                                | Qual. Mondiali 2010                                                        | -                                                                          |                                                                            |
| 11-10-2008                                                                 | Londra                                                                     | Inghilterra                                                                | 5 – 1                                                                      | Kazakistan                                                                 | Qual. Mondiali 2010                                                        | -                                                                          | 46’                                                                        |
| 15-10-2008                                                                 | Minsk                                                                      | Bielorussia                                                                | 1 – 3                                                                      | Inghilterra                                                                | Qual. Mondiali 2010                                                        | -                                                                          |                                                                            |
| 19-11-2008                                                                 | Berlino                                                                    | Germania                                                                   | 1 – 2                                                                      | Inghilterra                                                                | Amichevole                                                                 | -                                                                          |                                                                            |
| 11-2-2009                                                                  | Siviglia                                                                   | Spagna                                                                     | 2 – 0                                                                      | Inghilterra                                                                | Amichevole                                                                 | -                                                                          | 46’                                                                        |
| 28-3-2009                                                                  | Londra                                                                     | Inghilterra                                                                | 4 – 0                                                                      | Slovacchia                                                                 | Qual. Mondiali 2010                                                        | -                                                                          |                                                                            |
| 1-4-2009                                                                   | Londra                                                                     | Inghilterra                                                                | 2 – 1                                                                      | Ucraina                                                                    | Qual. Mondiali 2010                                                        | -                                                                          | 10’                                                                        |
| 6-6-2009                                                                   | Almaty                                                                     | Kazakistan                                                                 | 0 – 4                                                                      | Inghilterra                                                                | Qual. Mondiali 2010                                                        | 1                                                                          | 16’                                                                        |
| 12-8-2009                                                                  | Amsterdam                                                                  | Paesi Bassi                                                                | 2 – 2                                                                      | Inghilterra                                                                | Amichevole                                                                 | -                                                                          | 48’                                                                        |
| 5-9-2009                                                                   | Londra                                                                     | Inghilterra                                                                | 2 – 1                                                                      | Slovenia                                                                   | Amichevole                                                                 | -                                                                          |                                                                            |
| 9-9-2009                                                                   | Londra                                                                     | Inghilterra                                                                | 5 – 1                                                                      | Croazia                                                                    | Qual. Mondiali 2010                                                        | -                                                                          |                                                                            |
| 14-10-2009                                                                 | Londra                                                                     | Inghilterra                                                                | 3 – 0                                                                      | Bielorussia                                                                | Qual. Mondiali 2010                                                        | -                                                                          |                                                                            |
| 14-11-2009                                                                 | Doha                                                                       | Brasile                                                                    | 1 – 0                                                                      | Inghilterra                                                                | Amichevole                                                                 | -                                                                          | 82’                                                                        |
| 3-3-2010                                                                   | Londra                                                                     | Inghilterra                                                                | 3 – 1                                                                      | Egitto                                                                     | Amichevole                                                                 | -                                                                          |                                                                            |
| 18-6-2010                                                                  | Città del Capo                                                             | Inghilterra                                                                | 0 – 0                                                                      | Algeria                                                                    | Mondiali 2010 - 1º turno                                                   | -                                                                          | 84’                                                                        |
| 23-6-2010                                                                  | Port Elizabeth                                                             | Slovenia                                                                   | 0 – 1                                                                      | Inghilterra                                                                | Mondiali 2010 - 1º turno                                                   | -                                                                          |                                                                            |
| 27-6-2010                                                                  | Bloemfontein                                                               | Germania                                                                   | 4 – 1                                                                      | Inghilterra                                                                | Mondiali 2010 - Ottavi di finale                                           | -                                                                          |                                                                            |
| 11-8-2010                                                                  | Londra                                                                     | Inghilterra                                                                | 2 – 1                                                                      | Ungheria                                                                   | Amichevole                                                                 | -                                                                          |                                                                            |
| 3-9-2010                                                                   | Londra                                                                     | Inghilterra                                                                | 4 – 0                                                                      | Bulgaria                                                                   | Qual. Euro 2012                                                            | -                                                                          |                                                                            |
| 7-9-2010                                                                   | Basilea                                                                    | Svizzera                                                                   | 1 – 3                                                                      | Inghilterra                                                                | Qual. Euro 2012                                                            | -                                                                          |                                                                            |
| 12-10-2010                                                                 | Londra                                                                     | Inghilterra                                                                | 0 – 0                                                                      | Montenegro                                                                 | Qual. Euro 2012                                                            | -                                                                          | 63’                                                                        |
| 17-11-2010                                                                 | Londra                                                                     | Inghilterra                                                                | 1 – 2                                                                      | Francia                                                                    | Amichevole                                                                 | -                                                                          | 46’                                                                        |
| 9-2-2011                                                                   | Copenaghen                                                                 | Danimarca                                                                  | 1 – 2                                                                      | Inghilterra                                                                | Amichevole                                                                 | -                                                                          | 46’                                                                        |
| 29-3-2011                                                                  | Londra                                                                     | Inghilterra                                                                | 1 – 1                                                                      | Ghana                                                                      | Amichevole                                                                 | -                                                                          | cap.                                                                       |
| 2-9-2011                                                                   | Sofia                                                                      | Bulgaria                                                                   | 0 – 3                                                                      | Inghilterra                                                                | Qual. Euro 2012                                                            | -                                                                          | 80’                                                                        |
| 6-9-2011                                                                   | Londra                                                                     | Inghilterra                                                                | 1 – 0                                                                      | Galles                                                                     | Qual. Euro 2012                                                            | -                                                                          |                                                                            |
| 7-10-2011                                                                  | Podgorica                                                                  | Montenegro                                                                 | 2 – 2                                                                      | Inghilterra                                                                | Qual. Euro 2012                                                            | -                                                                          |                                                                            |
| 12-11-2011                                                                 | Londra                                                                     | Inghilterra                                                                | 1 – 0                                                                      | Spagna                                                                     | Amichevole                                                                 | -                                                                          | 57’                                                                        |
| 15-11-2011                                                                 | Londra                                                                     | Inghilterra                                                                | 1 – 0                                                                      | Svezia                                                                     | Amichevole                                                                 | 1                                                                          |                                                                            |
| 29-2-2012                                                                  | Londra                                                                     | Inghilterra                                                                | 2 – 3                                                                      | Paesi Bassi                                                                | Amichevole                                                                 | -                                                                          | 46’                                                                        |
| 26-5-2012                                                                  | Oslo                                                                       | Norvegia                                                                   | 0 – 1                                                                      | Inghilterra                                                                | Amichevole                                                                 | -                                                                          | 46’ 73’                                                                    |
| Totale                                                                     |                                                                            | Presenze                                                                   | 53                                                                         |                                                                            | Reti                                                                       | 3                                                                          |                                                                            |

### Record
- Calciatore con più presenze in Premier League (653).[41]

## Palmarès

### Club

#### Competizioni nazionali
- Coppa d'Inghilterra: 1

Manchester City: 2010-2011
- Campionato inglese: 1

Manchester City: 2011-2012
- Community Shield: 1

Manchester City: 2012

#### Competizioni internazionali
- Coppa Intertoto UEFA: 1

Aston Villa: 2001

### Individuale
- Giocatore dell'anno dell'Aston Villa: 1

2007

## Vita privata
Gareth Barry è sposato con Louise, con cui ha una relazione sin dalla giovinezza. La coppia ha due figli, Oscar, un maschio, e Freya, una femmina.
Il suo miglior amico è Michael Standing, calciatore che giocava con lui al Brighton & Hove, e assieme a cui si trasferì all'Aston Villa nel 1997. Dopo aver concluso il rapporto di lavoro con l'agente Alex Black, Barry nomina proprio Standing al suo posto.